# Conobrium nigriceps
Conobrium nigriceps là một loài bọ cánh cứng trong họ Cerambycidae.